# 9852 Gora
9852 Gora eller 1990 YX är en asteroid i huvudbältet som upptäcktes den 24 december 1990 av den japanska astronomen Tsutomu Seki vid Geisei-observatoriet. Den är uppkallad efter den amerikanske simmaren Ronald Gora.
Asteroiden har en diameter på ungefär 4 kilometer och den tillhör asteroidgruppen Astraea.